# ألمانيا الشرقية
ألمانيا الشرقية (بالألمانية: Ostdeutschland)، رسمِيّاً جمهورية ألمانيا الديمقراطية ((بالألمانية: Deutsche Demokratische Republik)، []  ( سماع)، تُختصر DDR، []  ( سماع))؛ كانت دولة في وسط أوروبا، قامت في 7 أكتوبر 1949 حتى حلها في 3 أكتوبر 1990. صُنفت عمومًا على أنها دولة شيوعية، ووصفت نفسها بأنها دولة اشتراكية "دولة العمال والفلاحين". كانت أراضيها تحت سيطرة واحتلال القوات السوفيتية بعد استسلام ألمانيا النازية بعد الحرب العالمية الثانية، عندما أقرت اتفاقية بوتسدام منطقة الاحتلال السوفياتي التي يحدها من الشرق خط أودر-نايسه. طوقت المنطقة السوفيتية برلين الغربية لكنها لم تشملها وظلت برلين الغربية خارج نطاق ولاية جمهورية ألمانيا الديمقراطية.  من عام 1949 إلى عام 1989 كانت ألمانيا الشرقية جزءًا من الكتلة الشرقية في الحرب الباردة.  يصف معظم العلماء والأكاديميين جمهورية ألمانيا الديمقراطية بالديكتاتورية الشمولية.
أُنشأت جمهورية ألمانيا الديمقراطية في المنطقة التي احتلها الاتحاد السوفيتي من ألمانيا النازية، بينما تأسست جمهورية ألمانيا الاتحادية، التي يشار إليها باسم ألمانيا الغربية، في المناطق المحتلة من الولايات المتحدة والمملكة المتحدة وفرنسا. كانت في البداية دولة تابعة للاتحاد السوفيتي، ثم بدأت سلطات الاحتلال السوفياتي في نقل المسؤولية الإدارية إلى القادة الشيوعيين الألمان في عام 1948 وصارت دولة في 7 أكتوبر 1949، واكتسبت السيادة من الاتحاد السوفيتي في عام 1955 إلا أن القوات السوفيتية  بقيت في البلاد طوال الحرب الباردة.  حتى عام 1989 حكم ألمانيا الديمقراطية حزب الوحدة الاشتراكية الألماني، وشاركت الأحزاب الأخرى اسمياً في تحالف الجبهة الوطنية لجمهورية ألمانيا الديمقراطية. جعل حزب الوحدة الاشتراكية تدريس الماركسية اللينينية واللغة الروسية إلزامياً في المدارس.
كان الاقتصاد مخططًا مركزيًا مملوكًا للدولة. كما كانت أسعار المساكن والسلع والخدمات الأساسية مدعمة بشكل كبير ومددة من قبل مخططي الحكومة المركزية بدلاً من الارتفاع والانخفاض وفق العرض والطلب. على الرغم من أن جمهورية ألمانيا الديمقراطية اضطرت إلى دفع تعويضات حرب كبيرة للسوفييت، إلا أنها أصبحت الاقتصاد الأكثر نجاحًا في الكتلة الشرقية. كانت الهجرة إلى الغرب مشكلة كبيرة لأن العديد من المهاجرين كانوا شبابًا على قدر عالي من التعليم. هذه الهجرة أضعفت الدولة اقتصاديا. رداً على ذلك حصنت الحكومة حدودها الداخلية وبنت جدار برلين في عام 1961.  العديد من الأشخاص الذين حاولوا الفرار قتلوا على أيدي حرس الحدود أو الأفخاخ المتفجرة مثل الألغام الأرضية. قضى أولئك الذين قُبض عليهم فترات طويلة في السجن لمحاولتهم الفرار. في عام 1951 أُجري استفتاء في ألمانيا الشرقية بشأن إعادة تسليح ألمانيا، صوت 95٪ من السكان لصالحه.
في عام 1989 أدت العديد من العوامل والتحركات الاجتماعية والاقتصادية والسياسية في جمهورية ألمانيا الديمقراطية وخارجها، ومن أبرزها الاحتجاجات السلمية التي بدأت في مدينة لايبزيغ، أدت إلى سقوط جدار برلين وأتت بحكومة ملتزمة بالتحرير. في العام التالي أُجريت انتخابات حرة ونزيهة وأدت المفاوضات الدولية إلى توقيع معاهدة التسوية النهائية حول وضع وحدود ألمانيا الموحدة في المستقبل. حُلت جمهورية ألمانيا الديمقراطية عندما انضمت ولاياتها إلى جمهورية ألمانيا الاتحادية بموجب المادة 23 من القانون الأساسي في 3 تشرين الأول / أكتوبر 1990. حُوكم فيما بعد العديد من قادة ألمانيا الديمقراطية، ولا سيما آخر زعيم شيوعي لها إيغون كرينتس بسبب جرائم  اُرتكبت خلال زمن جمهورية ألمانيا الديمقراطية.
جغرافياً، يحد جمهورية ألمانيا الديمقراطية بحر البلطيق من الشمال، وبولندا من الشرق، وتشيكوسلوفاكيا من الجنوب الشرقي، وألمانيا الغربية من الجنوب الغربي والغرب. داخليا، حدت ألمانيا الديمقراطية أيضا القطاع السوفيتي من برلين المحتلة من قبل الحلفاء، والمعروفة باسم برلين الشرقية، والتي كانت تدار أيضًا كعاصمة فعلية للدولة.  كما حدت القطاعات الثلاثة المحتلة من الولايات المتحدة والمملكة المتحدة وفرنسا والمعروفة مجتمعة باسم برلين الغربية. عُزلت القطاعات الثلاثة المحتلة من الدول الغربية عن جمهورية ألمانيا الديمقراطية بواسطة جدار برلين منذ بنائه في عام 1961 حتى تم إسقاطه في عام 1989.

## اتفاقيات التسمية

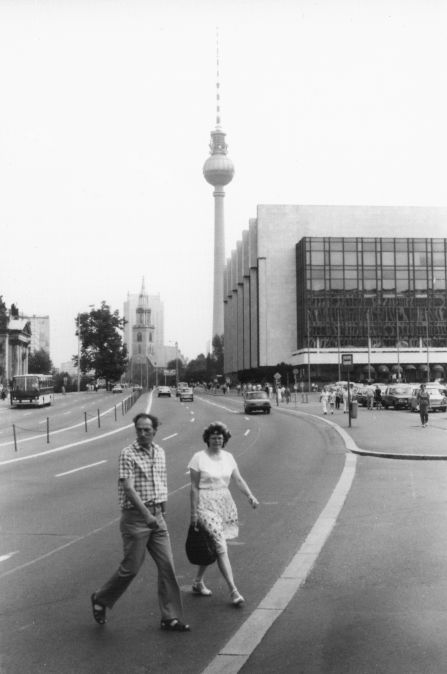
شخصان يعبران شارع كارل ليبكنخت عند ساحة ماركس إنجلز في برلين الشرقية. في الخلفية اليمنى يوجد قصر الجمهورية، وخلفه يمكنك رؤية كنيسة ماريا وبرج تلفزيون برلين.

كانت التسمية الرسمية دويتشي ديموكراتيش ريببليك (الجمهورية الألمانية الديمقراطية)، تُختصر عادةً ب دي دي آر. استُخدم كلا المصطلحين في ألمانيا الشرقية، مع استخدام متزايد للصيغة المختصرة، تحديدًا منذ اعتبار ألمانيا الشرقية الألمان الغربيين والبرلينيين الغربيين أجانب في أعقاب صدور دستورها الثاني في عام 1968. تجنّب الألمان الغربيون ووسائل الإعلام الغربية ورجال الدولة في البداية التسمية الرسمية واختصارها، واستُخدمت عوضًا عنهما مصطلحات مثل أوستزون (المنطقة الشرقية) سوفجيتيش بيساتزونغزون (منطقة الاحتلال السوفييتي، عادةً ما اختُصرت ب إس بي زد) وسوغينانت دي دي آر أو «ما يسمى جي دي آر».
أشير إلى مركز السلطة السياسية في برلين الشرقية ببانكوف (أُشير إلى مقر قيادة القوات السوفييتية في ألمانيا الشرقية باسم كارلشورست). وعلى الرغم من ذلك ومع مرور الوقت، استُخدم اختصار دي دي آر بصورة متزايدة بالعامية من قبل الألمان الغربيين ووسائل الإعلام في ألمانيا الغربية.
عند استخدامه من قبل الألمان الغربيين، كان ويستدويتشلاند (ألمانيا الغربية) مصطلحًا يشير دائمًا تقريبًا إلى المنطقة الجغرافية لألمانيا الغربية لا إلى المنطقة التي ضمن حدود جمهورية ألمانيا الاتحادية. وعلى الرغم من ذلك، لم يكن هذا الاستخدام متطابقًا دائمًا واستخدام البرلينيون الغربيون في أغلب الأحيان مصطلح ويستدويتشلاند للدلالة على الجمهورية الاتحادية. قبل الحرب العالمية الثانية، استُخدم مصطلح أوستدويتشلاند (ألمانيا الشرقية) لوصف جميع الأراضي شرقي إلبه (إلبيا الشرقية)، كما يتضح في أعمال عالم الاجتماع ماكس فيبر والمنظّر السياسي كارل شميت.

## التاريخ
عند شرحه التأثير الداخلي لنظام جمهورية ألمانيا الديمقراطية من منظور التاريخ الألماني على المدى البعيد، حاجج المؤرخ غيرهارد إيه. ريتر (2002) أن ملامح دولة ألمانيا الشرقية رُسمت عبر قوتين مهيمنتين، الشيوعية السوفييتية من جهة، والتقاليد الألمانية المصفّاة من خلال تجارب فترة ما بين الحربين للألمان الشيوعيين من الجهة الأخرى. دائمًا ما كانت ألمانيا الشرقية مقيدةً بالمثال القوي للغرب المزدهر بصورة متزايدة، والذي قارنه الألمان الشرقيون بأمتهم. اتضحت التغييرات التي أحدثها الشيوعيون في إنهاء الرأسمالية وتحويل الصناعة والزراعة وفي عسكرة المجتمع وفي التوجه السياسي للنظام التعليمي ووسائل الإعلام. من الناحية الأخرى، كان هناك تغير طفيف نسبيًا في المجالات المستقلة تاريخيًا للعلوم ومهن الهندسة والكنائس البروتستانتية وفي العديد من أنماط الحياة البرجوازية. يقول ريتر إن السياسة الاجتماعية أصبحت أداة تشريع حاسمة في العقود الأخيرة ومزجت بين العناصر الاشتراكية والتقليدية بصورة متساوية تقريبًا.

### الأصول
اتفق الحلفاء (الولايات المتحدة الأمريكية والمملكة المتحدة والاتحاد السوفييتي) في مؤتمر يالطا خلال الحرب العالمية الثانية على تقسيم ألمانيا النازية المهزومة إلى مناطق احتلال وعلى تقسيم برلين، العاصمة الألمانية، بين قوى الحلفاء كذلك. كان هذا يعني في بداية الأمر بناء ثلاث مناطق احتلال، أي منطقة أمريكية ومنطقة بريطانية ومنطقة سوفييتية. لاحقًا، اقتُطعت منطقة فرنسية من المنطقتين الأمريكية والبريطانية.

### تأسيس 1949
تأسس الحزب الشيوعي الحاكم، الذي كان يُعرف بحزب الوحدة الاشتراكية الألماني، في أبريل 1946 عبر اندماج الحزب الشيوعي الألماني والحزب الديمقراطي الاجتماعي الألماني بأمر من جوزيف ستالين. كان الحزبان السابقان خصمين سيئي السمعة عندما كانا نشطين قبل توطيد النازيين لكامل سلطتهم وتجريمهم. كان توحيد الحزبين ترميزًا للصداقة الجديدة للاشتراكيين الألمان في هزيمة عدوّهم المشترك، ومع ذلك، كان الشيوعيون، الذين نالوا أغلبيةً، يسيطرون بشكل كامل فعليًا على السياسة. كان حزب الوحدة الاشتراكية الألماني الحزب الحاكم لدولة ألمانيا الشرقية طوال دوامها. امتلكت ألمانيا الشرقية صلاتٍ وثيقة مع السوفييت الذين احتفظوا بقواتٍ عسكرية في ألمانيا الشرقية حتى تفكك الاتحاد السوفييتي في عام 1991 (واصل الاتحاد الروسي احتفاظه بقواتٍ في ما كان ألمانيا الشرقية حتى عام 1994) لغرض معلن هو مواجهة قواعد حلف الناتو في ألمانيا الغربية.
مع إعادة تنظيم ألمانيا الغربية ونيلها الاستقلال عن محتليها، أُسست جمهورية ألمانيا الديمقراطية في ألمانيا الشرقية في عام 1949. عزز إنشاء الدولتين تقسيم ألمانيا في عام 1945. في 10 مارس 1952، قدّم ستالين (في ما سيُعرف لاحقًا ب«مذكرة ستالين») اقتراحًا لإعادة توحيد ألمانيا مع سياسة الحياد ودون شروط على السياسات الاقتصادية وبضماناتٍ ل«حقوق الإنسان والحريات الأساسية، بما فيها حرية التعبير والصحافة والإقناع الديني والمعتقد السياسي والتجمع» والنشاط الحر للأحزاب والتنظيمات السياسية. رُفض الاقتراح، إذا لم تكن إعادة التوحيد أولوية بالنسبة للقيادة في ألمانيا الغربية، ورفضت قوى الناتو الاقتراح مؤكدةً أنه ينبغي أن تكون ألمانيا قادرةً على الانضمام إلى الناتو وأن مفاوضةً كهذه مع السوفييت ستكون بمثابة استسلام. كان هناك العديد من الجدالات حول إذا ما كانت فرصة إعادة التوحيد الحقيقية قد أضيعت في عام 1952.
في عام 1949، سلّم السوفييت السيطرة على ألمانيا الشرقية إلى حزب الوحدة الاشتراكية الألماني، الذي ترأسه فيلهيلم بيك (1876-1960) والذي أصبح رئيسًا لجمهورية ألمانيا الديمقراطية وشغل ذلك المنصب حتى وفاته، في حين تولّى الأمين العام لحزب الوحدة الاشتراكية الألماني والتر أولبريشت معظم السلطة التنفيذية. أصبح الزعيم الاشتراكي أوتو غروتول (1894-1964) رئيسًا للوزراء حتى وفاته.
نددت حكومة ألمانيا الشرقية بفشل ألمانيا الغربية في تحقيق اجتثاث النازية ونبذت صلاتها بالماضي النازي وسجنت العديد من النازيين السابقين ومنعتهم من شغل مناصب حكومية. حدد حزب الوحدة الاشتراكية الألماني هدفًا رئيسيًا بتخليص ألمانيا الشرقية من جميع آثار النازية.

### مناطق احتلال
في مؤتمري يالطا وبوتسدام، أسس الحلفاء احتلالهم العسكري المشترك وإدارتهم لألمانيا من خلال مجلس مراقبة الحلفاء، حكومة عسكرية من أربع قوى (الولايات المتحدة والمملكة المتحدة والاتحاد السوفييتي وفرنسا) سارية المفعول حتى استعادة السيادة الألمانية. في ألمانيا الشرقية، تألفت منطقة الاحتلال السوفييتي (إس بي زد - سوفجيتيش بيساتزونغزون) من خمس ولايات (لاندر lander) هي ميكلينبورغ-فوربوميرن وبرادينبورغ وساكسوني وساكسوني أنهالت وثورينغيا. أدت الخلافات حول السياسات التي ينبغي اتباعها في المناطق المحتلة إلى انهيار سريع للتعاون بين القوى الأربع، وأدار السوفييت منطقتهم دون النظر إلى السياسات المطبقة في المناطق الأخرى. انسحب السوفييت من مجلس مراقبة الحلفاء في عام 1948. لاحقًا، ومع الاتحاد المتعاظم للمناطق الثلاث الأخرى ومنحها حكمًا ذاتيًا، أقامت الإدارة السوفييتية حكومةً اشتراكية منفصلة في منطقتها.
وعلى الرغم من ذلك، وبعد سبعة أعوام على اتفاقية بوتسدام التي وقعها الحلفاء والتي نصت على ألمانيا موحدة، اقترح الاتحاد السوفييتي من خلال مذكرة ستالين (10 مارس 1952) إعادة توحيد ألمانيا وانسحاب القوى العظمى من أوروبا الوسطى، الأمر الذي رفضه الحلفاء الغربيون الثلاثة (الولايات المتحدة وفرنسا والمملكة المتحدة). توفّي الزعيم السوفييتي جوزيف ستالين، المناصر الشيوعي لإعادة التوحيد، في أوائل مارس 1953. وعلى نحو مماثل، سعى لافرينتي بيريا، النائب الأول لرئيس وزراء الاتحاد السوفييتي، وراء إعادة توحيد ألمانيا، غير أنه خُلع من منصبه في العام نفسه قبل أن يتمكن من العمل على تلك المسألة. رفض خليفته، نيكيتا خروتشوف، إعادة التوحيد بصفتها تعادل عودة ألمانيا لتُضم إلى الغرب، وبذلك لم يجر النظر في إعادة التوحيد حتى عام 1989. اعتبرت ألمانيا الشرقية برلين الشرقية عاصمةً لها، واعترف الاتحاد السوفييتي وبقية الكتلة الشرقية دبلوماسيًا ببرلين الشرقية كعاصمة. ومع ذلك، اعترض الحلفاء الغربيون على هذا الاعتراف معتبرين أن مدينة برلين بأكملها هي أرض محتلة يحكمها مجلس مراقبة الحلفاء.

## السياسة

شعار حزب الوحدة الاشتراكية: المصافحة الشيوعية-الاشتراكية الديموقراطية لفيلهلم بيك وأوتو غروتول، بمناسبة تأسيس الحزب في عام 1946

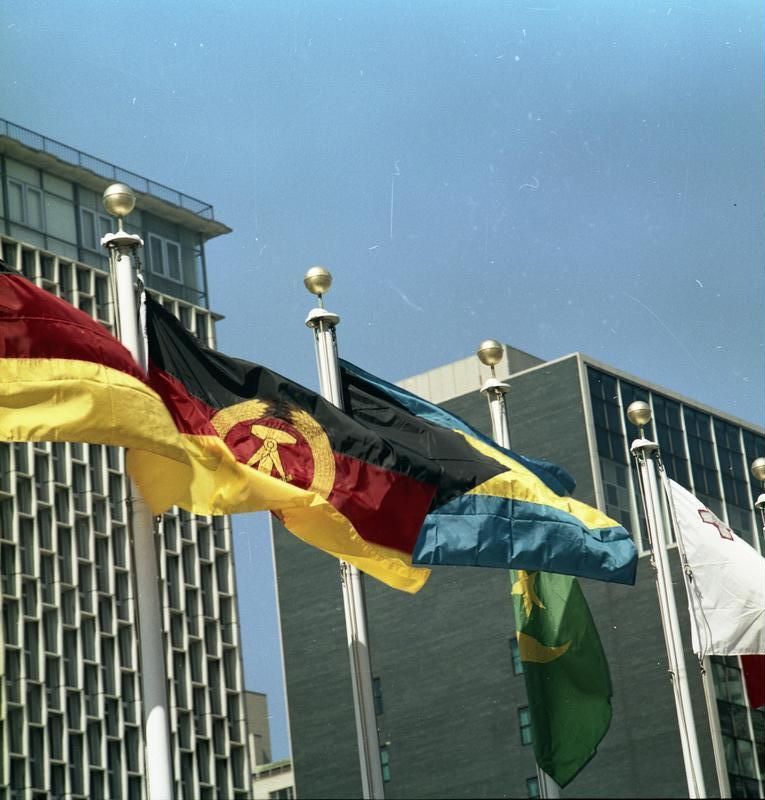
علم جمهورية ألمانيا الديمقراطية في مقر الأمم المتحدة، مدينة نيويورك عام 1973

كانت هناك أربع فترات في التاريخ السياسي لألمانيا الشرقية: 1949-1961 والتي شهدت بناء الاشتراكية. 1961-1970 بعد منع جدار برلين هروب الناس شهدت البلد فترة استقرار وتماسك.  1971-1985 عصر هونيكر، شهد علاقات أوثق مع ألمانيا الغربية. وشهدت الفترة 1985-1990 انحسار وزوال ألمانيا الشرقية.

### التنظيم
كان الحزب السياسي الحاكم في ألمانيا الشرقية هو حزب الوحدة الاشتراكية الألماني (SED). أُنشأ في عام 1946 من خلال اندماج الحزب الشيوعي الألماني (KPD) والحزب الديمقراطي الاجتماعي الألماني (SPD) في المنطقة التي يسيطر عليها الاتحاد السوفيتي.  ومع ذلك سرعان ما تحول حزب الوحدة الاشتراكية إلى حزب شيوعي بالكامل حيث طُرد الديمقراطيين الاشتراكيين لاستقلاليتهم.
ألزمت اتفاقية بوتسدام السوفييت بدعم نظام حكم ذي شكل ديمقراطي ألمانيا، على الرغم من أن فهم السوفييت للديمقراطية كان مختلفًا بشكل جذري عن فهمها في الغرب. وكما هو الحال في دول الكتلة السوفيتية الأخرى سُمح بالأحزاب السياسية غير الشيوعية.  إلا أن كل الأحزاب السياسية في جمهورية ألمانيا الديمقراطية كانت مضطرة للانضمام إلى الجبهة الوطنية، وهي تحالف عريض من الأحزاب والمنظمات السياسية الجماهيرية، بما في ذلك:
- الاتحاد الديمقراطي المسيحي الألماني (CDU)، اندمج مع الاتحاد الديمقراطي المسيحي الألماني (CDU) في ألمانيا الغربية بعد إعادة التوحيد.
- حزب المزارعين الديمقراطي الألماني  [لغات أخرى]‏ (DBD)، اندمج مع الاتحاد الديمقراطي المسيحي الألماني (CDU) في ألمانيا الغربية بعد إعادة التوحيد.
- الحزب الديمقراطي الليبرالي الألماني (LDPD)، اندمج مع الحزب الديمقراطي الحر (FDP) في ألمانيا الغربية بعد إعادة التوحيد.
- الحزب الوطني الديمقراطي الألماني  [لغات أخرى]‏ (NDPD)، اندمج مع الحزب الديمقراطي الحر (FDP) في ألمانيا الغربية بعد إعادة التوحيد.[34]

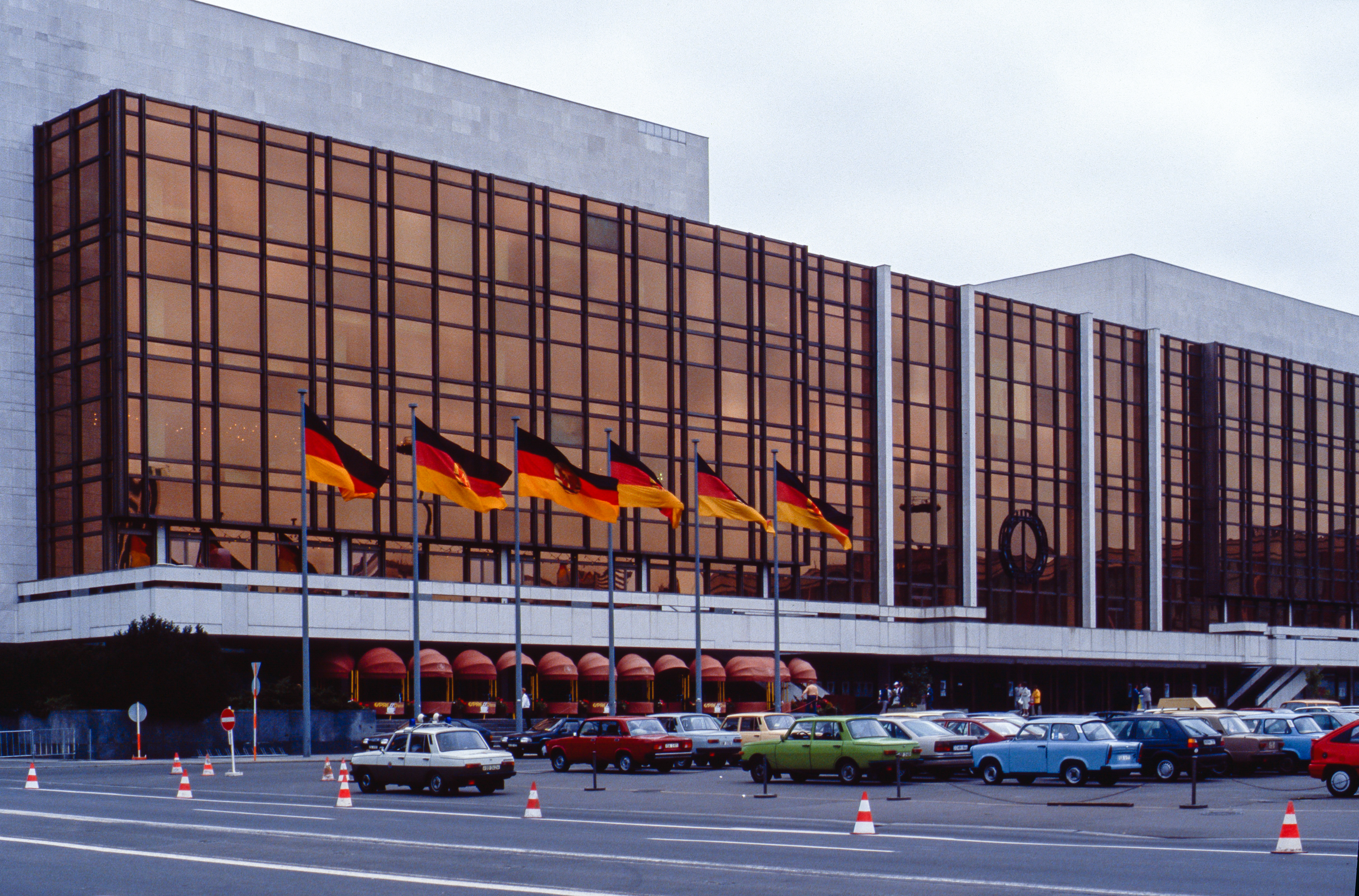
قصر الجمهورية مقر مجلس الشعب

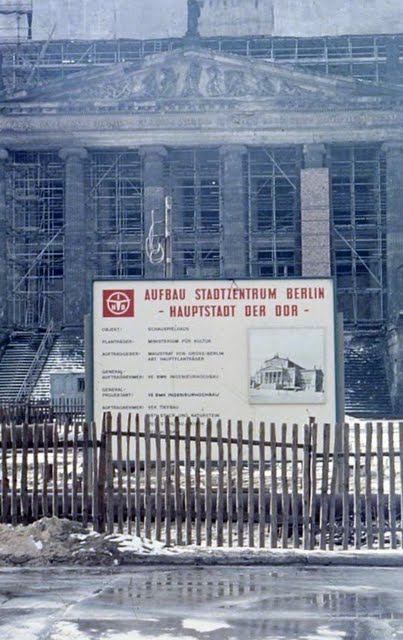
ملصق كُتب عليه "برلين عاصمة جمهورية ألمانيا الديمقراطية"، 1967

كانت الأحزاب الأعضاء في الجبهة خاضعة بشكل شبه كلي لحزب الوحدة الاشتراكية وكان عليها أن تقبل "دوره القيادي" كشرط لوجودها. ومع ذلك كان للأحزاب تمثيل في مجلس الشعب وتسلمت بعض المناصب في الحكومة.
ضم مجلس الشعب أيضًا ممثلين عن منظمات جماهيرية مثل الشباب الألماني الحر (FDJ)، أو الاتحاد النقابي الألماني الحر ‏ (FDGB). كما كان للرابطة النسائية الديمقراطية (DFD) مقاعد فيه.
تضمنت المنظمات الجماهيرية غير البرلمانية الهامة في مجتمع ألمانيا الشرقية الاتحاد الألماني للجمباز والرياضة ‏ (DTSB)، ومنظمة تضامن الشعب ‏ (VS) لمساعدة المسنين. ومن المنظمات المهمة وقتها أيضا كانت جمعية الصداقة الألمانية السوفيتية ‏ (DSF).
بعد سقوط الاشتراكية غُيِّرَ اسم حزب الوحدة الاشتراكية الألماني (SED) إلى "حزب الاشتراكية الديمقراطية" (PDS) الذي استمر لمدة عقد بعد إعادة التوحيد قبل الاندماج مع العمل والعدالة الاجتماعية - الخيار البديل (WASG) في ألمانيا الغربية لتشكيل حزب اليسار (Die Linke). لا يزال حزب اليسار يمثل قوة سياسية في أجزاء كثيرة من ألمانيا، وإن كان أقل قوة بشكل كبير من حزب الوحدة الاشتراكية (SED).

### رموز الدولة
يتكون علم جمهورية ألمانيا الديمقراطية من ثلاثة خطوط أفقية بالألوان التقليدية أسود - أحمر - ذهبي مع شعار النبالة الوطني في المنتصف، ويتألف من المطرقة والبوصلة محاطتان بإكليل من الذرة الذي يمثل رمز تحالف العمال والفلاحين والمثقفين. احتوت المسودات الأولى لأعمال رسام الكاركاتير فريتس بيرإنت على مطرقة وإكليل من الذرة تعبيراً عن دولة العمال والفلاحين. اعتمدت النسخة النهائية بشكل أساسي على أعمال الرسام هاينتس بيلينغ.
بموجب قانون 26 سبتمبر 1955 حُدد شعار الدولة بالمطرقة والبوصلة وإكليل من الذرة، وبقاء ألوان العلم على حالها. بموجب قانون 1 أكتوبر 1959 أُدخل شعار النبالة في العلم. حتى نهاية الستينيات كان رفع هذا العلم في الأماكن العامة في جمهورية ألمانيا الاتحادية وبرلين الغربية يُعتبر انتهاكًا للدستور والنظام العام ومنعته إجراءات الشرطة (راجع إعلان وزراء الداخلية في الاتحاد  والأقاليم، أكتوبر 1959). في عام 1969 عندما أصدرت الحكومة الاتحادية مرسوماً "يقضي بعدم تدخل الشرطة بعد الآن في أي مكان ضد استخدام علم وشعار جمهورية ألمانيا الديمقراطية".

بناءً على طلب الاتحاد الاجتماعي الألماني (DSU) قرر أول مجلس منتخب بشكل حر في جمهورية ألمانيا الديمقراطية في 31 مايو 1990 أنه يجب إزالة الشعار في غضون أسبوع داخل المباني العامة وفوقها. إلا أنه وحتى بالبزوال الرسمي للجمهورية استمر استخدام الشعار بعدة طرق، على سبيل المثال في الوثائق.
- شعار النبالة المؤقت
(12 يناير 1950 حتى 28 مايو 1953)
- شعار النبالة المؤقت
(28 مايو 1953 إلى 26 سبتمبر 1955)
- شعار النبالة
(26 سبتمبر 1955 حتى 2 أكتوبر 1990)
- العلم  
(من 7 أكتوبر 1949 إلى 1 أكتوبر 1959)
- علم التجارة
(1959–1973)
- العلم 
 (1 أكتوبر 1959 إلى 3 أكتوبر 1990)

#### علم الرئاسة
تغير علم رئيس الجمهورية عدة مرات وكان على شكل علم مستطيل بالألوان الأسود والأحمر والذهبي مع نقش "الرئيس" باللون الأصفر في الشريط الأحمر ، وكذلك "D.D.R."  (بالنقاط على عكس الاختصار الرسمي) في الشريط أدناه بأحرف سوداء وكان محاطًا بشريط من اللون الأصفر.  أُلغي الشريط الأصفر المحيط والنقوش ووضعت المطرقة وإكليل الذرة، وبعدها أُضيفت البوصلة والعلم على شكل شريط يلف إكليل الذرة. في آخر تعديل صار العلم مربعًا بخلفية حمراء، ومحاطًا بحدود ضيقة من الخطوط السوداء والحمراء والذهبية وكان له على الحاوف أهداب ذهبية. يوجد نسخة أصلية من العلم موجودة في المتحف التاريخي الألماني في برلين.
- علم الرئيس (1949–1950) 
 (النسخة الأصلية للعلم مصنوعة من القصدير، مقاس 18 × 25,5 سم واُعتمدت في 18 نوفمبر 1949.)
- علم الرئيس (1950–1951) 
 (تُظهر الصور المعاصرة أن العلم مصنوع من النسيج وتم تقصيره قليلاً مقارنة بالنموذج السابق. تم تقديم العلم في منتصف عام 1950.)
- علم الرئيس (1951-1953) 
 (صُمم في 12 يناير 1950، اُعتمد في 29 يناير 1951.)
- علم الرئيس (1953-1955) 
 (غُيّر شعار جمهورية في 28 مايو 1953).
- علم الرئيس (1955-1960) 
 (اُستخدم حتى 7 سبتمبر 1960، عندما مات فيلهلم بيك وأُلغي منصب الرئاسة).
- علم رئيس مجلس الدولة (1960-1990)

#### أعلام ورموز الحرب والخدمة
كانت أعلام الوحدات العسكرية في جمهورية ألمانيا الديمقراطية تحمل شعار النبالة الوطني مع إكليل من غصنين زيتون على خلفية حمراء في العلم الأسود والأحمر والذهبي.
كانت أعلام البحرية للسفن والقوارب القتالية تحمل شعار النبالة مع إكليل من غصن الزيتون باللون الأحمر، للسفن والقوارب المساعدة على علم قماشي أزرق مع شريط ضيق ومرتّب مركزيًا بالذهبي الأسود والأحمر.

حملت سفن وقوارب لواء الحدود الساحلية على بحر البلطيق وقوارب قوات حرس الحدود التابعة لجمهورية ألمانيا الديمقراطية في نهري إلبه وأودر شريطًا أخضر عامودي على يسار العلم مثل علم الخدمة لقوات الحدود.
- علم الخدمة في جيش ألمانيا الشرقية
- علم الخدمة للسفن القتالية والقوارب التابعة للبحرية
- علم الخدمة للسفن والقوارب المساعدة التابعة للبحرية
- البريد الألماني (1955–1973)
- علم الخدمة لسفن ومراكب لواء حرس الحدود بالساحل
- علم الخدمة لقوات الحدود
- علم وزارة أمن الدولة (شتازي) بألمانيا الشرقية حتى عام 1990

- شعار وزارة أمن الدولة (شتازي) (حتى عام 1990)
- شعار النبالة لجيش ألمانيا الشرقية (من 1956 حتى 1990)
- شعار النبالة للقوات البرية (1956-1990)
- شعار النبالة للبحرية مع وسام كارل ماركس (بين 1956 و 1990)
- شعار القوات الجوية قبل عام 1959 (حتى عام 1956 طيران الشرطة)
- شعار طائرات الجيش (1959-1990)
- شعار حرس الحدود المستخدم للمركبات (1949–1990)
- الراية الوطنية لتأهب الشرطة (من 1962 إلى 1990)
- شعار النبالة للمجموعات القتالية من الطبقة العاملة، بدون أوراق البلوط (بين عامي 1953 و 1990)
- شعار منظمة حلف وارسو (14 مايو 1955)

#### الشعارات السياسية والاجتماعية
- شعار حزب الوحدة الاشتراكية الألماني (1950–1990)
- علم حزب الوحدة الاشتراكية الألماني (1950–1990)
- شعار الشباب الألماني الحر
- علم الشباب الألماني الحر
- منظمة رواد إرنست تلمان  [لغات أخرى]‏ شعار (13 كانون الأول 1948 - آب 1990)
- منظمة رواد إرنست تلمان علم (13 كانون الأول 1948 - آب 1990)

## السكان

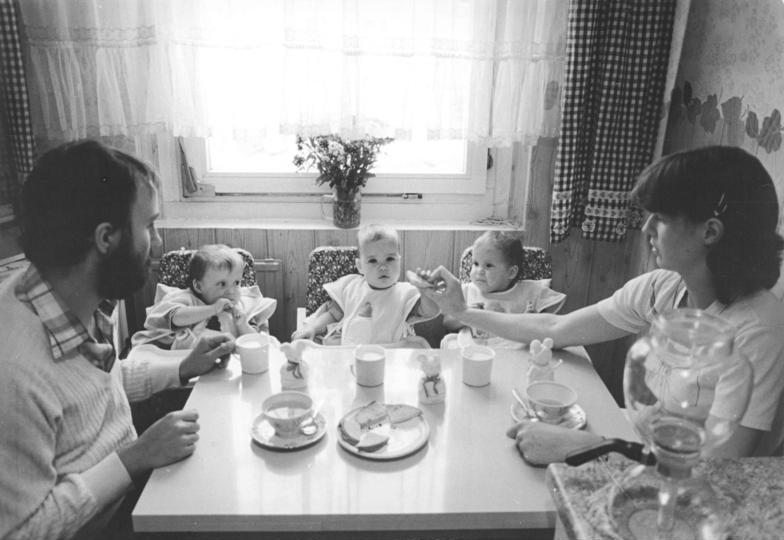
امرأة وزوجها، وكلاهما طالبان في كلية الطب، وتوائمهم الثلاثة في ألمانيا الشرقية في عام 1984. كان لدى الدولة سياسات حكومية لتشجيع الإنجاب بين النساء المتعلمات.

انخفض عدد سكان ألمانيا الشرقية بمقدار ثلاثة ملايين شخص طوال تاريخها الذي بلغ واحد وأربعين عامًا من 19 مليونًا في عام 1948 إلى 16 مليونًا في عام 1990؛ من تعداد سكان عام 1948، رُحّل حوالي أربعة ملايين من الأراضي الواقعة شرق خط أودر-نايسه، مما جعل موطن ملايين من الألمان جزءًا من بولندا والاتحاد السوفيتي. أدى هذا الترحيل إلى زيادة كبيرة في بولندا، حيث زاد عدد سكانها خلال تلك الفترة؛ من 24 مليون في عام 1950 (أكثر بقليل من ألمانيا الشرقية) إلى 38 مليون (أكثر من ضعف سكان ألمانيا الشرقية). كان هذا الانخفاض عائد في المقام الأول للهجرة - حيث غادر حوالي ربع الألمان الشرقيين البلاد قبل اكتمال جدار برلين في عام 1961، وبعد ذلك الوقت كانت معدلات المواليد في ألمانيا الشرقية منخفضة جدًا، باستثناء الانتعاش في ثمانينيات القرن الماضي عندما كان معدل المواليد في ألمانيا الشرقية أعلى بكثير منه في ألمانيا الغربية.

### احصاءات حيوية
|         | متوسط عدد السكان (بالآلاف) | الولادات | الوفيات | التغيير الطبيعي | معدل المواليد الإجمالي (لكل 1,000) | معدل الوفيات الإجمالي (لكل 1,000) | التغيير الطبيعي (لكل 1,000) | معدل الخصوبة الكلي |
| ------- | -------------------------- | -------- | ------- | --------------- | ---------------------------------- | --------------------------------- | --------------------------- | ------------------ |
| 1946    |                            | 188,679  | 413,240 | −224,561        | 10.2                               | 22.4                              | −12.1                       |                    |
| 1947    |                            | 247,275  | 358,035 | −110,760        | 13.1                               | 19.0                              | −5.9                        | 1.75               |
| 1948    |                            | 243,311  | 289,747 | −46,436         | 12.7                               | 15.2                              | −2.4                        | 1.76               |
| 1949    |                            | 274,022  | 253,658 | 20,364          | 14.5                               | 13.4                              | 1.1                         | 2.03               |
| 1950    | 18,388                     | 303,866  | 219,582 | 84,284          | 16.5                               | 11.9                              | 4.6                         | 2.35               |
| 1951    | 18,350                     | 310,772  | 208,800 | 101,972         | 16.9                               | 11.4                              | 5.6                         | 2.46               |
| 1952    | 18,300                     | 306,004  | 221,676 | 84,328          | 16.6                               | 12.1                              | 4.6                         | 2.42               |
| 1953    | 18,112                     | 298,933  | 212,627 | 86,306          | 16.4                               | 11.7                              | 4.7                         | 2.40               |
| 1954    | 18,002                     | 293,715  | 219,832 | 73,883          | 16.3                               | 12.2                              | 4.1                         | 2.38               |
| 1955    | 17,832                     | 293,280  | 214,066 | 79,215          | 16.3                               | 11.9                              | 4.4                         | 2.38               |
| 1956    | 17,604                     | 281,282  | 212,698 | 68,584          | 15.8                               | 12.0                              | 3.9                         | 2.30               |
| 1957    | 17,411                     | 273,327  | 225,179 | 48,148          | 15.6                               | 12.9                              | 2.7                         | 2.24               |
| 1958    | 17,312                     | 271,405  | 221,113 | 50,292          | 15.6                               | 12.7                              | 2.9                         | 2.22               |
| 1959    | 17,286                     | 291,980  | 229,898 | 62,082          | 16.9                               | 13.3                              | 3.6                         | 2.37               |
| 1960    | 17,188                     | 292,985  | 233,759 | 59,226          | 16.9                               | 13.5                              | 3.4                         | 2.35               |
| 1961    | 17,079                     | 300,818  | 222,739 | 78,079          | 17.6                               | 13.0                              | 4.6                         | 2.42               |
| 1962    | 17,136                     | 297,982  | 233,995 | 63,987          | 17.4                               | 13.7                              | 3.7                         | 2.42               |
| 1963    | 17,181                     | 301,472  | 222,001 | 79,471          | 17.6                               | 12.9                              | 4.6                         | 2.47               |
| 1964    | 17,004                     | 291,867  | 226,191 | 65,676          | 17.1                               | 13.3                              | 3.9                         | 2.48               |
| 1965    | 17,040                     | 281,058  | 230,254 | 50,804          | 16.5                               | 13.5                              | 3.0                         | 2.48               |
| 1966    | 17,071                     | 267,958  | 225,663 | 42,295          | 15.7                               | 13.2                              | 2.5                         | 2.43               |
| 1967    | 17,090                     | 252,817  | 227,068 | 25,749          | 14.8                               | 13.3                              | 1.5                         | 2.34               |
| 1968    | 17,087                     | 245,143  | 242,473 | 2,670           | 14.3                               | 14.2                              | 0.1                         | 2.30               |
| 1969    | 17,075                     | 238,910  | 243,732 | −4,822          | 14.0                               | 14.3                              | −0.3                        | 2.24               |
| 1970    | 17,068                     | 236,929  | 240,821 | −3,892          | 13.9                               | 14.1                              | −0.2                        | 2.19               |
| 1971    | 17,054                     | 234,870  | 234,953 | −83             | 13.8                               | 13.8                              | −0.0                        | 2.13               |
| 1972    | 17,011                     | 200,443  | 234,425 | −33,982         | 11.7                               | 13.7                              | −2.0                        | 1.79               |
| 1973    | 16,951                     | 180,336  | 231,960 | −51,624         | 10.6                               | 13.7                              | −3.0                        | 1.58               |
| 1974    | 16,891                     | 179,127  | 229,062 | −49,935         | 10.6                               | 13.5                              | −3.0                        | 1.54               |
| 1975    | 16,820                     | 181,798  | 240,389 | −58,591         | 10.8                               | 14.3                              | −3.5                        | 1.54               |
| 1976    | 16,767                     | 195,483  | 233,733 | −38,250         | 11.6                               | 13.9                              | −2.3                        | 1.64               |
| 1977    | 16,758                     | 223,152  | 226,233 | −3,081          | 13.3                               | 13.5                              | −0.2                        | 1.85               |
| 1978    | 16,751                     | 232,151  | 232,332 | −181            | 13.9                               | 13.9                              | −0.0                        | 1.90               |
| 1979    | 16,740                     | 235,233  | 232,742 | 2,491           | 14.0                               | 13.9                              | 0.1                         | 1.90               |
| 1980    | 16,740                     | 245,132  | 238,254 | 6,878           | 14.6                               | 14.2                              | 0.4                         | 1.94               |
| 1981    | 16,706                     | 237,543  | 232,244 | 5,299           | 14.2                               | 13.9                              | 0.3                         | 1.85               |
| 1982    | 16,702                     | 240,102  | 227,975 | 12,127          | 14.4                               | 13.7                              | 0.7                         | 1.86               |
| 1983    | 16,701                     | 233,756  | 222,695 | 11,061          | 14.0                               | 13.3                              | 0.7                         | 1.79               |
| 1984    | 16,660                     | 228,135  | 221,181 | 6,954           | 13.6                               | 13.2                              | 0.4                         | 1.74               |
| 1985    | 16,640                     | 227,648  | 225,353 | 2,295           | 13.7                               | 13.5                              | 0.2                         | 1.73               |
| 1986    | 16,640                     | 222,269  | 223,536 | −1,267          | 13.4                               | 13.5                              | −0.1                        | 1.70               |
| 1987    | 16,661                     | 225,959  | 213,872 | 12,087          | 13.6                               | 12.8                              | 0.8                         | 1.74               |
| 1988    | 16,675                     | 215,734  | 213,111 | 2,623           | 12.9                               | 12.8                              | 0.1                         | 1.67               |
| 1989    | 16,434                     | 198,992  | 205,711 | −6,789          | 12.0                               | 12.4                              | −0.4                        | 1.56               |
| 1990    | 16,028                     | 178,476  | 208,110 | −29,634         | 11.1                               | 12.9                              | −1.8                        | 1.51               |
| المصدر: |                            |          |         |                 |                                    |                                   |                             |                    |

### المدن الكبرى
(عدد السكان عام 1988)
- برلين الشرقية (1,200,000)
- لايبزيغ[42] (556,000)
- درسدن[43] (520,000)
- مدينة كارل ماركس[44] (314,437) (كيمنتس حتى عام 1953، استردت اسمها الأصلي في عام 1990)
- ماغديبورغ[44] (290,579)
- روستوك[44] (253,990)
- هاله[44] (236,044)
- إرفورت[44] (220,016)
- بوتسدام[44] (142,862)
- غيرا[44] (134,834)
- شفيرين[44] (130,685)
- كوتبوس[44] (128,639)
- تسفيكاو[44] (121,749)
- ينا[44] (108,010)
- ديساو[44] (103,867)

## التقسيمات الإدارية

مقاطعات جمهورية ألمانيا الديمقراطية عام 1952

حتى عام 1952 كانت ألمانيا الشرقية تتألف من العاصمة برلين الشرقية (على الرغم من أنها لم تكن تنتمي بالكامل من الناحية القانونية إلى أراضي جمهورية ألمانيا الديمقراطية) والولايات الخمس مكلنبورغ-فوربومرن (في عام 1947 أُعيد تسميتها ب مكلنبورغ) وبراندنبورغ ، وسكسونيا-أنهالت وتورينغن وسكسونيا.
أنشأ الإصلاح الإداري لألمانيا الشرقية عام 1952 14 مقاطعة مما ألغى بحكم الأمر الواقع الولايات الخمس. كانت المقاطعات الجديدة والتي سُميت على أسماء عواصمها، على النحو التالي: (1) روستوك، (2) نويبراندنبورغ، (3) شفيرين؛ أُنشأت من ولاية مكلنبورغ، (4) بوتسدام، (5) فرانكفورت (أودر)، (6) كوتبوس من براندنبورغ، (7) ماغديبورغ، (8) هاله من سكسونيا-أنهالت، (9) لايبزيغ، (10) درسدن، (11) كارل ماركس شتات (كان اسمها كيمنتس حتى عام 1953 واستعادت اسمها مرة أخرى في عام 1990) من سكسونيا، (12) إرفورت، (13) غيرا، (14) زول من تورينغن.
أصبحت برلين الشرقية هي المقاطعة الخامسة عشر في عام 1961، لكنها احتفظت بوضع قانوني خاص حتى عام 1968 عندما وافق السكان على (مسودة) الدستور الجديد. على الرغم من أن المدينة ككل كان خاضعة قانونيًا لسيطرة مجلس مراقبة الحلفاء، ورغم الاعتراضات الدبلوماسية لحكومات الحلفاء إلا أن جمهورية ألمانيا الديمقراطية أدارت مقاطعة برلين كجزء من أراضيها.

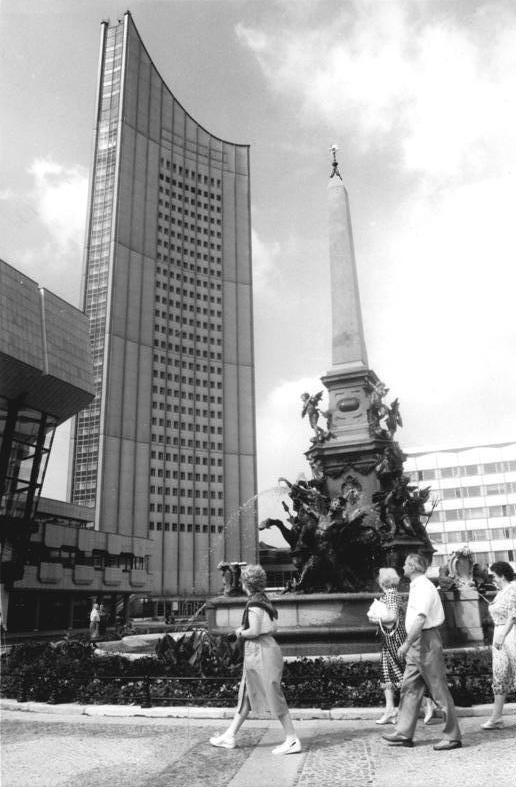
أوني ريزه في عام 1982. شٌيدت في عام 1972، وكانت ذات يوم جزءًا من جامعة كارل-ماركس وهي أطول مبنى في لايبزيغ.

## الاقتصاد
بدأ اقتصاد ألمانيا الشرقية بشكل سيئ بسبب الدمار الذي سببته الحرب العالمية الثانية؛ فقدان الكثير من الجنود الشباب، وتعطيل الأعمال والمواصلات، وحملات قصف الحلفاء التي دمرت المدن، والتعويضات المستحقة لاتحاد الجمهوريات الاشتراكية السوفياتية. فكك الجيش الأحمر ونقل البنية التحتية والمنشآت الصناعية في منطقة الاحتلال السوفياتي إلى روسيا. بحلول أوائل الخمسينيات من القرن الماضي دُفعت التعويضات من المنتجات الزراعية والصناعية ومُنحت سيليزيا السفلى بمناجمها للفحم وشتشين بمينائها طبيعي المهم لبولندا بقرار من ستالين وفقًا لاتفاقية بوتسدام.
كان الاقتصاد الاشتراكي المخطط مركزياً لجمهورية ألمانيا الديمقراطية يشبه اقتصاد الاتحاد السوفيتي.  في عام 1950 انضمت ألمانيا الشرقية إلى مجلس التعاون الاقتصادي.  في عام 1985 حصلت الشركات الجماعية (الحكومية) على 96.7٪ من صافي الدخل القومي.  لضمان استقرار أسعار السلع والخدمات دفعت الدولة 80٪ من تكاليف التوريد الأساسية.  في عام 1976 كان متوسط النمو السنوي للناتج المحلي الإجمالي حوالي خمسة بالمائة.  جعل هذا اقتصاد ألمانيا الشرقية الأغنى في كل الكتلة السوفيتية حتى إعادة التوحيد في عام 1990.
من أبرز الصادرات الألمانية الشرقية كانت آلات التصوير الفوتوغرافي براكتيكا ‏؛ وسيارات ترابانت وفارتبورغ ورابطة صناعة المركبات ‏؛  وبنادق الصيد والسُدُسَات والآلات الكاتبة وساعات اليد.
حتى الستينيات عانى الألمان الشرقيون من نقص في المواد الغذائية الأساسية مثل السكر والقهوة. المواطنون الذين كان لديهم أصدقاء أو أقارب في الغرب (أو لديهم أي وصول إلى العملة الصعبة) وحساب بالعملة الأجنبية في المصرف المركزي كانوا قادرون على تحمل تكاليف المنتجات الغربية ومنتجات ألمانيا الشرقية عالية الجودة في متاجر إنترشوب. كانت السلع الاستهلاكية متاحة أيضًا عن طريق البريد من شركات ياورفود الدنماركية وغينيكس.

## إرث الشرقية

### بنية تحتية متهالكة
تقريبًا كانت جميع الطرق السريعة والسكك الحديدية وأنظمة الصرف الصحي والمباني العامة في ألمانيا الشرقية في حالة سيئة في وقت إعادة التوحيد، حيث لم يتم فعل الكثير للحفاظ على البنية التحتية في العقود الأخيرة من عمر جمهورية ألمانيا الديمقراطية. كان على الإنفاق العام الألماني الموحد أن يضخ أكثر من 2 تريليون دولار في ألمانيا الشرقية السابقة، للتعويض عن الإهمال والضيق في المنطقة وجعلها تصل إلى الحد الأدنى من المعايير.
نجت محطة الطاقة النووية في غرايفسفالد ‏ بصعوبة من حدوث كارثة مشابهة لتشيرنوبل في عام 1976. أُغْلِقَتْ جميع محطات الطاقة النووية في ألمانيا الشرقية بعد إعادة التوحيد لأنها لم تفِ بمعايير الأمان في ألمانيا الغربية.

### الحنين لألمانيا الشرقية
في البداية اعتبر العديد من الألمان الشرقيين تفكك جمهورية ألمانيا الديمقراطية إيجابيًا، ولكن رد الفعل هذا ساء جزئيًا. غالبًا ما كان الألمان الغربيون يتصرفون كما لو أنهم "انتصروا" وأن الألمان الشرقيين "خسروا" جراء إعادة التوحيد، مما دفع العديد من الألمان الشرقيين (Ossis) إلى الاستياء من الألمان الغربيين (Wessis). في عام 2004 كتب آشر بارنستون "الألمان الشرقيون مستاؤون من الثروة التي يمتلكها الألمان الغربيون؛ الألمان الغربيون يرون الألمان الشرقيين كسالى انتهازيين يريدون شيئًا مقابل لا شيء. الألمان الشرقيون يرون الغربيين متعجرفين ومتغرطسين، ويعتقد الألمان الغربيون أن الشرقيين كسالى لا يصلحون لشيء".

النسبة المئوية من المصوتين لصالح حزب اليسار في الانتخابات الاتحادية لعام 2017.

بالإضافة إلى ذلك وجدت العديد من نساء ألمانيا الشرقية أن الغرب أكثر جاذبية وغادرن المنطقة بشكل دائم، تاركين وراءهن طبقة دنيا من الرجال ذوي التعليم الضعيف والعاطلين عن العمل.
بالنسبة للأشخاص الذين بقوا في ألمانيا الشرقية فإن غالبيتهم (57٪) يدافعون عن جمهورية ألمانيا الديمقراطية، حيث قال 49٪ ممن شملهم الاستطلاع أن "جمهورية ألمانيا الديمقراطية فيها جوانب جيدة أكثر من الجوانب السيئة. كانت هناك بعض المشاكل لكن الحياة  كانت جيدة هناك"، بينما يعارض 8٪ كل الانتقادات الموجهة لألمانيا الشرقية ويقولون أن" جمهورية ألمانيا الديمقراطية تتمتع في الغالب بجوانب جيدة. فالحياة هناك كانت أسعد وأفضل مما كانت عليه في ألمانيا الموحدة اليوم".
اعتبارًا من عام 2014 تفضل الغالبية العظمى من سكان جمهورية ألمانيا الديمقراطية السابقة العيش في ألمانيا الموحدة.  ومع ذلك لا يزال هناك شعور بالحنين إلى الماضي لدى البعض، يُطلق على هذا الحنين اسم "Ostalgie" (مزيج من Ost "شرق" و Nostalgie "الحنين إلى الماضي"). تناول فيلم وداعا لينين! للمخرج فولفغانغ بيكرهذا الموضوع.  وفقًا لكلاوس شرودر المؤرخ وعالم السياسة بجامعة برلين الحرة، فإن بعض السكان الأصليين في جمهورية ألمانيا الديمقراطية "ما زالوا يشعرون بأنهم لا ينتمون أو أنهم غرباء في ألمانيا الموحدة" كما كانت الحياة في جمهورية ألمانيا الديمقراطية "  كانت ألين وأسلس". وحذر المجتمع الألماني لحذر من أن تؤدي الأوستالجي إلى تحريف الماضي وإضفاء الطابع الرومانسي عليه.

### نتائج الانتخابات
يمكن رؤية الانقسام بين الشرق والغرب في الانتخابات الألمانية المعاصرة. حيث يستمر حزب اليسار (Die Linke) (الذي له جذور في حزب الوحدة الاشتراكية SED) في الحصول على الأغلبية في معقله في الشرق، كما هو الحال في ولاية تورينغن حيث لا يزال الحزب الأكثر شعبية.  على عكس الوضع في الغرب حيث تهيمن الأحزاب الأكثر وسطية مثل الائتلاف المسيحي (CDU/CSU) والديمقراطي الاجتماعي (SPD).

### الدين
طريقة أخرى يمكن من خلالها رؤية الانقسام بين الغرب والشرق في ألمانيا الحديثة هو الدين. اعتبارًا من عام 2009 زاد عدد الألمان غير المؤمنين في شرق ألمانيا عن غربها. ألمانيا الشرقية والتي كانت تاريخياً بروتستانتية، وربما تكون المنطقة الأقل تديناً في العالم.  تفسير ذلك يعزى إلى سياسات الدولة الإلحادية المتشددة التي انتهجها حزب الوحدة الاشتراكية الألماني في جمهورية ألمانيا الديمقراطية.  على الرغم من أن فرض الإلحاد كان موجودًا فقط في السنوات القليلة الأولى.  بعد ذلك سمحت الدولة للكنائس بالحصول على مستوى عالٍ نسبيًا من الحكم الذاتي.  يتبنى الألمان الإلحاد من جميع الأعمار، وتنتشر اللادينية بشكل خاص بين الألمان الأصغر سنًا. لم تتمكن إحدى الدراسات في سبتمبر 2012 من العثور على أي شخص دون سن 28 عامًا يؤمن بالله.

## العطل الرسمية والعامة
| التاريخ      | العطلة              | اسم العطلة بالألمانية                               | ملاحظات |
| ------------ | ------------------- | --------------------------------------------------- | --- |
| 1 يناير      | رأس السنة           | Neujahr                                             | |
| مارس-أبريل   | الجمعة العظيمة      | Karfreitag                                          | |
| مارس-أبريل   | عيد القيامة         | Ostersonntag                                        | |
| مارس-أبريل   | اثنين عيد الفصح     | Ostermontag                                         | لم تكن عطلة رسمية بعد عام 1967.                                                                                                  |
| 1 مايو       | يوم العمال العالمي  | Tag der Arbeit (الاسم في جمهورية ألمانيا الاتحادية) | كان الاسم الرسمي "اليوم العالمي للنضال والاحتفال بالعمال" (Internationaler Kampf- und Feiertag der Werktätigen)                  |
| 8 مايو       | يوم النصر في أوروبا | Tag der Befreiung                                   | الترجمة تعني "يوم التحرير" |
| أبريل-يونيو  | يوم الأب/عيد الصعود | Vatertag/Christi Himmelfahrt                        | الخميس بعد الأحد الخامس بعد عيد الفصح. لم تكن عطلة رسمية بعد عام 1967.                                                           |
| مايو - يونيو | عيد العنصرة         | Pfingstmontag                                       | بعد 50 يومًا من عيد الفصح |
| 7 أكتوبر     | يوم الجمهورية       | Tag der Republik                                    | عيد وطني |
| نوفمبر       | يوم الصلاة والتوبة ‏ | Buß- und Bettag                                     | الأربعاء قبل الأخير قبل يوم الأحد الرابع قبل 25 ديسمبر. في الأصل كان يوم عيد بروتستانتي، تم تخفيض رتبته كعطلة رسمية في عام 1967. |
| 25 ديسمبر    | عيد الميلاد         | 1. Weihnachtsfeiertag                               | عيد الميلاد (اليوم الأول) |
| 26 ديسمبر    | يوم الصناديق        | 2. Weihnachtsfeiertag                               | عيد الميلاد (اليوم الثاني) |

## روابط خارجية
- متحف الحدود في شيفلرسغراوند
- متحف جمهورية ألمانيا الديمقراطية برلين - ثقافة ألمانيا الشرقية
- صور من جمهورية ألمانيا الديمقراطية 1949-1973
- نشيد ألمانيا الشرقية مع الكلمات بالألمانية والإنكليزية
- خريطة أوروبا 1949: الناتو والألمانيتان (omniatlas.com)
- خريطة تفاعلية مفصلة للحدود بين ألمانيا الشرقية والغربية

| سبقه ألمانيا المحتلة من قبل قوات الحلفاء و الإدارة العسكرية السوفيتية في ألمانيا (1945–1949) | جمهورية ألمانيا الديمقراطية (بالتزامن مع جمهورية ألمانيا الاتحادية) 1949–1990 | تبعه جمهورية ألمانيا الاتحادية |